# 日本音楽短期大学
日本音楽短期大学（にほんおんがくたんきだいがく）は、東京都品川区豊町2-1,325において1952年に設置計画のあった日本の私立短期大学である。

## 概要
- 東京都品川区において設置される予定のあった日本の私立短期大学で、その計画元は日本音楽学校[1]。
- 1903年創立の音楽学校を源流とし[4]、それを母体に1951年10月には、翌年に短期大学の開学を目指すべく文部省[注 3]。に設置認可の申請を行っていた履歴がある。しかし、開学には至らず[注 4]。
- なお、日本音楽学校の設置母体は1951年3月8日をもって学校法人として認可され[2]、後に学校法人三浦学園に改称され、2009年に江東区において有明教育芸術短期大学を開学するのには成功している。

## 設置予定学科
- 音楽学科 入学定員については記載がないため不詳。